# Kallippos z Kyzikos
Kallippos z Kyzikos (lub Kallipos z Cyzyku, gr. Κάλλιππος, ur. ok. 370 p.n.e. w Kyzikos, zm. ok. 310–300 p.n.e.) – grecki astronom.

## Życiorys
Urodził się w Kyzikos w Azji Mniejszej (obecnie Turcja). Daty jego urodzenia i śmierci nie są dokładnie znane. Był uczniem szkoły Eudoksosa z Knidos. Początkowo prowadził obserwacje astronomiczne na wybrzeżu Hellespontu. Około 334 p.n.e. przeprowadził się do Aten, gdzie pracował z Arystotelesem.
Wykonał dokładne pomiary długości pór roku i ustalił, że trwają 94 (wiosna), 92 (lato), 89 (jesień) i 90 dni (zima). Rozwinął system sfer współśrodkowych Eudoksosa z Knidos tłumaczący ruchy ciał niebieskich, dodając do niego sześć sfer. Łącznie w zaproponowanej przez niego teorii były 34 sfery – po 5 dla Słońca, Księżyca, Merkurego, Wenus i Marsa, po 4 sfery miały Jowisz i Saturn, zaś jedną gwiazdy. Zwiększyło to dokładność modelu teoretycznego względem danych obserwacyjnych.
Kallippos był także twórcą 76-letniego cyklu kalendarzowego księżycowo-słonecznego, zwanego cyklem Kallipa. Składał się on z 940 miesięcy księżycowych i był udoskonaleniem czterokrotnie krótszego cyklu Metona. Za początek cyklu Kallippos przyjął rok 330 p.n.e. Cykl ten był powszechnie wykorzystywany przez późniejszych astronomów.
Na cześć astronoma nazwano krater Calippus na Księżycu.